# بودل-دورپلین
بودل-دورپلین (به هلندی: Budel-Dorplein) یک منطقهٔ مسکونی در هلند است که در کرانن‌دونک واقع شده‌است. بودل-دورپلین ۱٬۴۳۶ نفر جمعیت دارد.